# ديتر فايفر
ديتر فايفر هو سباح ألماني، ولد في 28 نوفمبر 1936 في كيمنتس في ألمانيا.

## روابط خارجية
- ديتر فايفر على موقع الاتحاد الدولي للسباحة (الإنجليزية)
- ديتر فايفر على موقع أوليمبيديا (الإنجليزية)